# Bersaljerska brigada Garibaldi
Bersaljerska brigada Garibaldi (italijansko Brigata Bersaglieri "Garibaldi") je mehanizirana brigada Italijanske kopenske vojske, ki je trenutno garnizirana na jugu države. 

## Zgodovina
Enota nadaljuje vojaško tradicijo 8. mehanizirane brigade Garibaldi (1975-1991) in 8. bersaljerske brigade Garibadi (1991-1994).

## Organizacija
- 1. bersaljerski polk (Cosenza)
- 8. bersaljerski polk (Caserta)
- 131. tankovski polk (Persano)
- 19. konjeniški polk (Salerno)
- 8. samovozni artilerijski polk (Persano)
- 8. jurišnoinženirski polk (Caserta)

Vsi polki imajo moč bataljona.

## Vodstvo
Poveljniki
- Brigadni general [[Aldo Di Mascolo
- Brigadni general Agostino Pedone
- Brigadni general Mauro Del Vecchio
- Brigadni general Domenico Villani
- Brigadni general Vincenzo Lops
- Brigadni general Giovan Battista Borrini
- Brigadni general Carmine De Pascale
- Brigadni general Vincenzo Iannuccelli
- Brigadni general Luigi Scollo
- Brigadni general Giuseppenicola Tota